# 마르셀린 휴고
마슬린 휴고(Marceline Hugot, 1960년 2월 10일 ~ )는 미국의 배우이다.
하트퍼드에서 태어났다.

## 출연 작품
- 블로우 더 맨 다운 (2019년) - 도린 버크 역
- 어쿼드 섹시피플 (2015년)
- 더 해피하우스 (2013년) - 힐디 역
- 더 디스커버러스 (2012년)
- 윈 윈 (2011년)
- 아워 이디엇 브라더 (2011년) - 주디 역
- 메신저 (2009년)
- 줄리 & 줄리아 (2009년)
- 비카인드 리와인드 (2007년)
- 두번째 사랑 (2007년) - 핸슨 박사 역
- 트리트먼트 (2006년)
- 나이트 리스너 (2006년)
- 페이버 (2006년)
- 혹스: 욕망의 법칙 (2006년)
- 퍼 (2006년) - 피파 헨리 역
- 플라이트 93 (2006년)
- 업타운 걸스 (2003년)
- 퍼스널 벨로시티 (2002년)
- 에드 (2000년)
- 큐피드 앤 케이트 (2000년)
- 오피스 킬러 (1997년)
- 내 이름은 던스턴 (1996년)
- 투 웡 푸 (1995년) - 카티나 역
- 중년의 위기 (1990년)
- 오랜 친구 (1989년)

### 텔레비전
- 레프트오버
- 30 락 (2006년) - 캐시 게이스 역